# Hemiceras calaonis
Hemiceras calaonis är en fjärilsart som beskrevs av Dyar 1908. Hemiceras calaonis ingår i släktet Hemiceras och familjen tandspinnare. Inga underarter finns listade i Catalogue of Life.